# Nada Dimic
Nada Dimic o Dimić, con el diacrítico en la c (Divoselo, 6 de septiembre de 1923 - Stara Gradiška, 17 de marzo de 1942), fue una partisana yugoslava que murió en la Segunda Guerra Mundial y más tarde fue nombrada Heroína del Pueblo de Yugoslavia.

## Biografía
Nada Dimic nació el 6 de septiembre de 1923 en la localidad de Divoselo, entonces parte del Reino de los Serbios, Croatas y Eslovenos (actualmente en Croacia), como parte de una familia de origen serbio. Estudió cuatro años de educacuóin básica en una escuela primaria en la cercana Gospić, tras lo que se trasladó a Zemun para estudiar otros cuatro años en un gymnasium y un año más en la Academia de económicas. En 1938, se unió a la Juventud Comunista (SKOJ, por sus siglas en serbocroata: Savez komunističke omladine Jugoslavije, lit. 'Liga de la Juventud Comunista de Yugoslavia'), y en 1940 se unió al Partido Comunista de Yugoslavia.
Cuando Yugoslavia fue invadida durante la Segunda Guerra Mundial, en junio de 1941 Nana Dimic se alistó al 1.º Destacamento Partisano de Sisak, la primera unidad partisana en Croacia. El mismo año, la Ustasha (policía de contrainteligencia del Estado Independiente de Croacia) la detuvo, pero mientras era trasladada a una prisión en Zagreb, ingirió veneno para evitar el interrogatorio. El veneno no la mató, pero fue rápidamente rescatada por una célula partisana en Zagreb y enviada a la zona de Kordun, controlada por los partisanos.
Cuando se recuperó del veneno, fue a Karlovac para trabajar como agente encuberta de los partisanos. Al tiempo fue capturada por los italianos que la entregaron a la Ustasha el 3 de diciembre de 1941. La policía la torturó, pero ella se negó a dar ningún tipo de información. En febrero fue enviada al campo de concentración de Stara Gradiška, donde moriría un mes más tarde, el 17 de marzo de 1942, con 18 años.

## Legado
En la Yugoslavia Popular tras la Segunda Guerra Mundial, las actividades partisanas contra italianos y alemanes fueron muy aplaudidas y recompensadas. En el caso de Nada Dimic, fue póstumamente condecorada como Heroína del Pueblo el 7 de julio de 1951.
En Zagreb su nombre fue utilizado para nombrar:
- Una calle
- Una escuela
- Una fábrica de tejidos y mercancías[2]